# تبدیل‌شوندگان: عصر انقراض
تبدیل‌شوندگان: عصر انقراض (به انگلیسی: Transformers: Age of Extinction) یا تبدیل‌شوندگان ۴، فیلمی در ژانر اکشن و علمی تخیلی به کارگردانی مایکل بی و محصول سال ۲۰۱۴ ایالات متحده آمریکا است. استیون اسپیلبرگ و مایکل بی از تهیه‌کنندگان اجرایی فیلم هستند. مارک والبرگ، استنلی توچی، کلسی گرمر، نیکولا پلتز، جک رینور، سوفیا مایلز، لی بینگ‌بینگ، تیتوس ولیور، و تی جی میلر از بازیگران فیلم هستند. این فیلم چهارمین قسمت در مجموعه فیلم‌های تبدیل‌شوندگان می‌باشد.
داستان فیلم، چهار سال پس از نیمه تاریک ماه، سومین فیلم مجموعه روی می‌دهد که سال ۲۰۱۱ در دنیا ۱٫۱۲ میلیارد دلار فروخت. در سری چهارم بازیگران اصلی فیلم عوض شده‌اند و مارک والبرگ به جای شایا لباف نقش‌آفرینی می‌کند.
در تبدیل‌شوندگان: عصر انقراض، دولت ضد آتوبات‌ها موضع گرفته و آن‌ها را به عنوان خطری برای جهان به‌شمار می‌آورد.
عصر انقراض با موفقیت قابل توجهی در گیشه همراه بود و با فروشی بیش از ۱٬۱۰۴ میلیارد دلار تبدیل به پرفروش‌ترین فیلم سال ۲۰۱۴، بیست و نهمین فیلم پرفروش تاریخ و تنها فیلم سال ۲۰۱۴ که فروش آن از مرز ۱ میلیارد عبور کرد، شد.

## داستان
شصت‌و‌پنج میلیون سال پیش، نژادی بیگانه با عنوان «آفرینندگان» از دستگاه‌هایی به نام «دانه» برای پوشاندن زمین با آلیاژی فلزی به نام «ترانسفورمیوم» استفاده کردند، که ظاهراً موجب نابودی دایناسورها شد. در زمان حال، زمین‌شناس «دارسی تیرل» برای شرکت صنایع K.S.I ترانسفورمیوم استخراج می‌کند تا با آن پهپادهایی از نوع ترنسفورمر بسازد.
در سال‌های پس از نبرد شیکاگو، انسان‌ها ترنسفورمرها را تهدیدی می‌دانند و همهٔ همکاری‌ها با آن‌ها، از جمله NEST، را پایان می‌دهند. گرچه افکار عمومی باور دارد که به آتوبات‌ها پناه داده شده، اما یک شاخهٔ سیاه و خودسر از سیا به نام «باد گورستان» به رهبری مأمور فرصت‌طلب «هارولد اتینجر» آن‌ها را شکار می‌کند. «لاک‌دان»، قاتل و شکارچی جایزه‌بگیر سایبرتونی که برای آفرینندگان کار می‌کند، مأمور یافتن اپتیموس پرایم است. او به اتینجر وعده می‌دهد که در صورت دستگیری اپتیموس، یک دانه به او خواهد داد. لاک‌دان «رتچت» را پیدا می‌کند و وقتی از گفتن محل اختفای اپتیموس خودداری می‌کند، او را می‌کشد.
اپتیموس، که به‌شدت در مکزیکوسیتی آسیب دیده، در تگزاس پنهان می‌شود و توسط «کِید ییگر»، مخترعی ورشکسته و پدر مجرد، پیدا می‌شود. در حالی که دختر نوجوانش «تسا» و شریک کاری‌اش «لوکاس فلنری» او را تشویق به تحویل اپتیموس به مقامات می‌کنند، کِید تصمیم می‌گیرد اپتیموس را تعمیر کند. لوکاس که به امید دریافت پاداش اعلام‌شده است، موضوع را گزارش می‌دهد و مأمور «جیمز ساووی»، فرمانده میدانی اتینجر، به مزرعهٔ ییگر حمله می‌کند؛ اما اپتیموس و دوست پنهانی تسا، «شین دایسون» رانندهٔ مسابقه‌ای اهل ایرلند، خانواده را نجات می‌دهند. در جریان تعقیب‌و‌گریز، لوکاس بر اثر انفجار نارنجک لاک‌دان کشته می‌شود. اپتیموس باقی‌ماندهٔ آتوبات‌ها را فرامی‌خواند – بامبل‌بی، هاوند، «دریفت» و کراس‌هیرز. کِید با استفاده از یک پهپاد دزدیده‌شدهٔ سیا، پی به همکاری شرکت K.S.I با باد گورستان و حمله به آتوبات‌ها می‌برد.
در جریان نفوذ به مقر K.S.I در شیکاگو، کِید می‌بیند که آتوبات‌ها و دسپتیکان‌های مرده را ذوب کرده‌اند تا از آن‌ها پهپاد ترنسفورمر بسازند. مدیرعامل K.S.I، «جاشوا جویس»، با اتینجر متحد شده تا با استفاده از دانه، دفاع جهانی را متحول و جامعهٔ بشری را ارتقاء دهد. او همچنین با استفاده از مغز «برینز» و سرِ مگاترون نمونه‌های اولیهٔ سربازان ترنسفورمر، گالووترون و «استینگر» را ساخته است. آتوبات‌ها به ساختمان یورش می‌برند و آزمایشگاه را نابود می‌کنند، اما پس از آن‌که جاشوا اعلام می‌کند دیگر به آن‌ها نیازی نیست، محل را ترک می‌کنند. اتینجر جاشوا را مجبور می‌کند تا گالووترون و استینگر را برای شکار آتوبات‌ها به‌کار گیرد. در جریان نبرد، رفتار گالووترون غیرقابل‌پیش‌بینی می‌شود. هنگام نبرد گالووترون با اپتیموس، او از کنترل انسان‌ها خارج می‌شود. ناگهان لاک‌دان می‌رسد و اپتیموس و تسا را می‌رباید و گالووترون عقب‌نشینی می‌کند.
در حالی که سفینهٔ عظیم زندان لاک‌دان بر فراز شیکاگو برای تحویل دانه معلق است، کِید، شین و آتوبات‌ها مخفیانه وارد سفینه می‌شوند تا اپتیموس و تسا را نجات دهند. آن‌ها یک سفینهٔ کوچک‌تر را می‌ربایند که گروهی دیگر از ترنسفورمرها به نام داینوبات‌ها را در خود دارد، درست پیش از آن‌که لاک‌دان زمین را ترک کند. آتوبات‌ها درمی‌یابند که گالووترون همان مگاترون است که دوباره زاده شده و قصد دارد با استفاده از دانه و پهپادهای ترنسفورمر زمین را تسخیر کند. شرکت K.S.I نیز قصد دارد دانه را در بیابان مغولستان برای تولید انبوه ترانسفورمیوم استفاده کند. کِید موضوع را به جاشوا اطلاع می‌دهد و او با کمک دارسی و شریک چینی‌اش «سو یوئه‌مینگ» می‌پذیرد که دانه را تحویل دهد. گالووترون خود را مجدداً فعال کرده و کنترل پهپادها را به‌دست می‌گیرد. نبردی در هنگ‌کنگ میان آتوبات‌ها، باد گورستان و پهپادها درمی‌گیرد. در جریان درگیری، کِید ساووی را از بلندی به پایین پرت کرده و می‌کشد، درحالی‌که اپتیموس داینوبات‌ها را آزاد کرده و با پیروزی در دوئل آئینی، وفاداری‌شان را به‌دست می‌آورد و آن‌ها به‌عاملی کلیدی در پیروزی آتوبات‌ها بدل می‌شوند.
لاک‌دان بازمی‌گردد تا اپتیموس و داینوبات‌ها را دوباره اسیر کند و با استفاده از یک آهنربای بزرگ به ویران‌سازی می‌پردازد. پس از غیرفعال‌کردن آهنربا، اپتیموس با لاک‌دان روبه‌رو می‌شود. در دوئل میان آن‌ها، اپتیموس اتینجر را برای نجات کِید می‌کشد، اما این حواس‌پرتی باعث می‌شود لاک‌دان او را با شمشیر به زمین بدوزد. کِید وارد نبرد تن‌به‌تن با لاک‌دان می‌شود و تسا و شین با استفاده از کامیون یدک‌کش اپتیموس را آزاد می‌کنند. اپتیموس لاک‌دان را می‌کشد و سپس با استفاده از نارنجک‌های او، باقی‌ماندهٔ پهپادها را نابود می‌کند. گالووترون عقب‌نشینی کرده و سوگند می‌خورد بازگردد. اپتیموس از آتوبات‌ها می‌خواهد که از خانوادهٔ ییگر محافظت کنند، در حالی‌که جاشوا پیشنهاد می‌دهد به ساخت خانه‌ای تازه برایشان کمک کند. سپس اپتیموس همراه با دانه به فضا پرواز می‌کند و پیامی برای آفرینندگان می‌فرستد که در راه است.

## بازیگران
- مارک والبرگ در نقش کید ایگر: پدر تسا و مخترع مبارز.
- استنلی توچی در نقش جوشوا جویس: یک تاجر جاه‌طلب که می‌خواهد تبدیل‌شوندگان خودش را بسازد.
- کلسی گرمر در نقش هارولد: افسر فاسد و مسئول سیا که سعی در نابودسازی تبدیل‌شوندگان دارد.
- جک رینور در نقش شین دایسون: دوست‌پسر تسا که راننده اتومبیل رالی است.
- نیکولا پلتز در نقش تسا ایگر: دختر کید و دوست‌دختر شین.
- سوفیا مایلز در نقش دارسی تیرل: دستیار جوشوا.
- لی بینگ‌بینگ در نقش سو یومینگ: صاحب کارخانه چینی که تبدیل‌شوندگان تولید می‌کند.
- تیتوس ولیور در نقش جیمز: مأمور فاسد سازمان سیا.
- تی جی میلر در نقش لوکاس: بهترین دوست کید و مهندسی مکانیک.

## دنباله فیلم
دنبالهٔ این فیلم تبدیل‌شوندگان: آخرین شوالیه در سال ۲۰۱۷ اکران شد.